# 维勒比绍
维勒比绍（法語：Villebichot，法語發音：[vilbiʃo]）是法国科多尔省的一个市镇，位于该省东部偏南，属于博讷区。

## 地理
维勒比绍（47°8'23"N, 5°2'38"E）面积10.36 平方千米，位于法国勃艮第-弗朗什-孔泰大區科多尔省，该省份为法国中东部省份，北起奥布省，西接涅夫勒省和约讷省，南至索恩-卢瓦尔省，东南接汝拉省，东临上索恩省，东北部与上马恩省接壤。
与维勒比绍接壤的市镇（或旧市镇、城区）包括：埃佩尔奈苏热夫雷、邦库尔勒布瓦、弗拉热-埃谢佐、热尔朗、圣贝尔纳、圣尼古拉莱西托。
维勒比绍的时区为UTC+01:00、UTC+02:00（夏令时）。

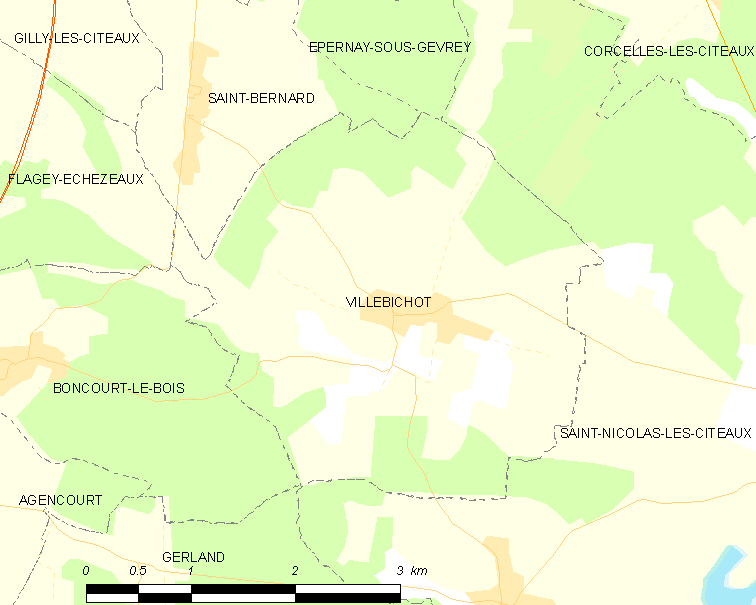
维勒比绍的OSM定位图

## 行政
维勒比绍的邮政编码为21700，INSEE市镇编码为21691。

## 政治
维勒比绍所属的省级选区为尼伊圣乔治县。

## 交通
科多尔省省道D109C线和D116线在镇中心交汇。

## 人口

1962-2008年间维勒比绍人口变化图示

维勒比绍于2022年1月1日时的人口数量为403人。